# О Володе Высоцком
«О Володе Высоцком» — песня Булата Окуджавы, написанная в 1980 году, после смерти Владимира Высоцкого. Содержит посвящение — «Марине Владимировне Поляковой». По жанру — баллада. Песня была включена в спектакль «Владимир Высоцкий», поставленный в 1981 году в Театре на Таганке. Рекомендована для изучения на факультативных занятиях в общеобразовательных школах России. Включена в учебник по русскому языку, изданному в Аргентине, книгу «Белое безмолвие», выпущенную в Румынии.

## История песни. Первые исполнения
О Володе Высоцком я песню придумать решил:

вот ещё одному не вернуться домой из похода.

Говорят, что грешил, что не к сроку свечу затушил...

Как умел, так и жил, а безгрешных не знает природа.

Ненадолго разлука, всего лишь на миг, а потом

отправляться и нам по следам по его по горячим.

Пусть кружит над Москвою охрипший его баритон,

ну а мы вместе с ним посмеёмся и вместе поплачем.
Новость о смерти Владимира Высоцкого, ушедшего из жизни 25 июля 1980 года, вызвала большое количество стихийных песенных и стихотворных откликов; впоследствии этот спонтанный всплеск поэтического творчества, охвативший самые разные слои населения, получил название «феномен всенародного литературоведения». Посвящения, адресованные Высоцкому, в те дни писали как безымянные авторы, приносившие листки с текстами к его могиле на Ваганьковском кладбище, так и известные актёры, поэты, музыканты. В их числе были Белла Ахмадулина, Евгений Евтушенко, Андрей Вознесенский, Юрий Визбор, Булат Окуджава, стихи которых распространялись в списках.
По свидетельству театрального художника Бориса Мессерера, впервые он услышал песню «О Володе Высоцком» в авторском исполнении в один из «поминальных дней», когда друзья ушедшего поэта собрались в его квартире на Малой Грузинской, 28. В ранней версии песня Окуджавы завершалась обращением к Марине Влади; в дальнейшем эти строки были исключены по предложению Беллы Ахмадулиной, которая сочла, что они не гармонизируют с основным посылом произведения. В декабре 1980 года в Доме культуры «Прожектор» состоялся вечер памяти Высоцкого. На этом мероприятии песня «О Володе Высоцком» впервые прозвучала для широкой зрительской аудитории. Предваряя исполнение, Окуджава сказал, что Высоцкому при жизни так и не довелось увидеть свои стихи опубликованными и выступить на концерте с афишей: «Вот я думаю, это самое печальное». Кроме того, Булат Шалвович сообщил, что посвящает свою «очень короткую песню» Марине Владимировне Поляковой. Как утверждал автор книги об Окуджаве Дмитрий Быков, в публичном упоминании о Влади содержался «некоторый вызов», потому что в ту пору вдове Высоцкого порой приходилось выслушивать обвинения в том, что она «не спасла, не уберегла» поэта.

Окуджава считал долгом прекратить поиски виноватых и перекладывание ответственности — важнее было понять, кем был Высоцкий для миллионов. Окуджава знал и то, что многие противопоставляют его безвременно ушедшему барду — вот, этот себя тратил, рвал сердце и голос, ссорился с властью, воевал с косностью, а другие-то живы и даже признаны… Он не считал возможным реагировать на эти упрёки.
Песня «О Володе Высоцком» была включена в спектакль «Владимир Высоцкий», поставленный Юрием Любимовым в Театре на Таганке. Спектакль, официально показанный только один раз — 25 июля 1981 года, в течение нескольких последующих месяцев (вплоть до окончательного запрета властями) демонстрировался для представителей творческой интеллигенции под видом закрытых прогонов. Театровед Вадим Гаевский, дважды посмотревший «Владимира Высоцкого», утверждал, что постановка была созвучна настроению и интонации песни Окуджавы: «белый аист, чёрный аист, вся нежность этого человека. <…> Это действительно белый аист, потому что его голос парит над тем, что происходит на сцене». По словам современников, в тот момент, когда начинала звучать запись «О Володе Высоцком», зрители поднимались и слушали песню стоя.

## Художественные особенности
Безусловно, Окуджава причислял Высоцкого к людям «из моей поэтической когорты»; более того, несмотря на разницу в возрасте считал его близким по поколению, взращённому войной. Одна из его сильнейших, исполненных трагизма и пронзительно лирических песен 1980 года, посвящённых смерти и бессмертию Поэта, <…> завершается удивительно ёмким символическим образом, ещё раз свидетельствующем о поэтическом родстве двух классиков авторской песни…
Песня «О Володе Высоцком» написана в жанре баллады. Включённые в неё аллегорические образы («Белый аист московский на белое небо взлетел, / чёрный аист московский на чёрную землю спустился») корнями уходят в народно-поэтическое творчество. В славянской мифологии аист считался предвестником перемен, и появление этой птицы знаменовало особые события. В то же время чёрный и белый цвета в поэтике Окуджавы были связаны с осмыслением представлений о добре и зле. И если белый аист как символ надежды и позитивного начала присутствовал у поэта и в других произведениях (например, в песне, содержащей строки «Всё, мол, устроится, / были бы аисты целы»), то чёрный аист, ставший воплощением конца земного пути, фигурировал у Окуджавы только в одной песне — «О Володе Высоцком». Этот финальный мотив, по мнению филолога Августа Копелиовича, сам по себе сумрачен, но он — «из тех речей, которым, несмотря на их темноту, без волненья внимать невозможно».
Высоцковед Анатолий Кулагин отмечал, что камерность и проникновенность поэтического мира Окуджавы мало соотносится с темпераментом и многообразием выразительных средств Высоцкого. В прямые поэтические диалоги эти авторы вступали нечасто, но определённая творческая перекличка на разных этапах у них всё-таки происходила. Кулагин напоминает, что после смерти Владимира Семёновича Окуджава написал не только балладу «О Володе Высоцком», но и посвящённую Владимиру Семёновичу песню «Как наш двор ни обижали» («А там Володя во дворе, / а его струны в серебре, / а его пальцы золотые, / голос его нужен»). И в том, и в другом произведении звучат «неподдельная боль утраты и ощущение необходимости посмертного присутствия поэта в нашей жизни».

## Актуальность
Интерес к песне сохранился спустя десятилетия после написания. В 1990 году израильский исполнитель Лиор Ейни выпустил пластинку с переводами песен Высоцкого на иврит. Кроме одиннадцати песен Высоцкого, пластинка содержала и песню Окуджавы «О Володе Высоцком…». В 1997 году в Бухаресте была издана книга «Белое безмолвие» («рум. Tacere alba»). Её составитель — поэтесса и переводчица Дойна Константинеску включила в сборник тридцать стихотворений Высоцкого и предварила своё вступительное слово стихотворением «О Володе Высоцком». В число первых переводов Высоцкого на белорусский язык вошёл сборник его поэзии «бел. Высоцкi У. Я не падману. Вершы, песьнi, балады» (М. Булавацкий, 1999 год). Кроме двадцати девяти произведений поэта, в нём были опубликованы и стихи-посвящения Александра Городницкого («Погиб поэт. Так умирает Гамлет…») и Окуджавы («О Володе Высоцком я песню придумать решил…»).
Песня «О Володе Высоцком» факультативно включена в образовательную программы России — с 2005 года на уроках в пятом — одиннадцатом классах ученики изучают произведение Окуджавы в контексте творчества Высоцкого. В 2007 году в Аргентине отрывок из стихотворения «О Володе Высоцком» был включён в учебник русского языка.